# بودكاست مانادجر تولز
بودكاست مانادجر تولز هو برنامج بث صوتي أسبوعي تأسس في عام 2005، من قبل كل من مايكل أوزين ومارك هورستمان، والذي يركز على المشورة المهنية ومساعدة المدراء على أن يصبحوا أكثر فعالية. حصل البرنامج في عام 2008 على جائزة بودكاست اختيار الجمهور في حفل جوائز بودكاست أوارذز، وجائزة أفضل بودكاست احترافي في الأعوام 2006 و2007 و2008 و2012. وفي عام 2016، تم منحه جائزة Legacy شو في مجال الأعمال التجارية.

## المضيفون
تعرف مارك هورسمان ومايك أوزان ببعضهما في الأكاديمية العسكرية الأمريكية حيث تخرجى معا.
وقبل بدأ مشوارهما المهني، قضى أوزان ما يقرب من عقدين من الزمن في عدة شركات أمريكية كمدير تنفيذي. حيث شملت وظيفته مهام تنفيذية في مجال التكنولوجيا وإدارة البرامج في شركة ام سي اي وفيرايزون للاتصالات، بالإضافة إلى عدة مساع ريادية لتنظيم المشاريع في المطاعم وصناعات اللياقة البدنية. في حين شغل هورستمان منصب المدير التنفيذي والتسويقي للمبيعات في شركة بروكتر وغامبل. كما قام بتدريب وتكوين مسوقين ومدراء تنفيذيين منذ عام 1988.

## التاريخ
تعرف هورستمان وأوزين على البث الإذاعي في عام 2005 ومنذ ذلك الحين قررا أن هذا النوع من البرامج يمكن أن يكون وسيلة لنشر معارفهم حول الإدارة الفعالة. حيث صرح وقد صرح أوزين بأنه لا يريد إنشاء محتوى يعطي فيه حيث نصف الحل فقط ثم يطالب الجمهور بأداء الثمن مقابل الحصول على بقية الحل. كما عقب المؤسسون المشاركون أنهم يعتقدون بأنهم قادرون على تغيير العالم من خلال تغيير الإدارة، وأن الطريقة لتغييره هي مدير واحد في وقت واحد. بعد البدء في البودكاست مجانا أسبوعيا، أصبحا الشريكين مؤسسين لشركة «مانادجر تولز»، وهي شركة استشارية للإدارة. تساعد بانتظام مدراء في أكثر من شركات 1000 شركة ثرية حول العالم. تبيع شركتهم أيضًا نسخا للملفات الصوتية عبر الإنترنت من خلال العضوية، كما ينظمون مؤتمرات عامة وفي الشركات لممارسة أدواتهم الإدارية.
اعتبارا من عام 2012، أصبح لدى الشركة خمسة موظفين بدوام كامل.
تم نشر أول بودكاست لبرنامج (Manager Tools) في تاريخ 26 يونيو 2005، تلاها نشر أول بودكاست لبرنامج (Career Tools) في 4 ديسمبر 2008. في حين تم تسجيل أول بودكاست مباشر مع الجمهور بعد مؤتمر خاص وتم نشره في 31 أكتوبر 2010. تم نشر الحلقة 500 في 1 يناير 2012.
لا يحتوي البودكاست على أي إعلان ومعظم الروابط الواردة على الإنترنت هي من تعليقات المستخدمين.

## الاشعارات
تستغرق مدة البرنامج التي يقدم على شكل حوار بين المضيفين نحو 30-40 دقيقة. حيث يغطي البرنامج مواضيع متصلة بالإدارة أو التطوير الوظيفي. يبدأ طاقم البرنامج بلمحة عامة عن النقاط التي سيتم مناقشتها، تليها مناقشة تلك النقاط، وتنتهي بملخص للنقاط التي تمت مناقشتها.
تتواجد معظم بودكاستات البرنامج على الصفحة الالكترونية للبرنامج بالإضافة إلى آي تيونز وآر إس إس غالبا ما يستشهد البث الصوتي بأعضاء أخرين مما كان يؤدي سابقا إلى مشاكل مع المستمعين الجدد. ومن أجل مساعدتهم، تم إنشاء مجموعة من مواد البث الأساسية وهي متاحة على الموقع كذلك. وهذه تغطي في الغالب «إدارة الثالوث» وكذلك مفاهيم أساسية إضافية.

## محتوى ونظريات بارزة

### ثالوث الإدارة
كثيرا ما يشير الضبوف إلى «ثالوث الإدارة»: واحد على الواحد، ردود الفعل، التدريب والتفويض.
وتشمل المبادئ الأساسية الأخرى على النحو المبين ما يلي:
- إدارة الاجتماعات الفعالة
- طرق طرح إدارة أدوات الثالوث
- حل لمسار وظيفي تقني

### تقييم القرص
غالبًا ما تشير إدارة الأدوات إلى تقييم دي اي اس سي عند تكييف أنماط الإدارة والاتصالات مع الأفراد، التي توفر لغة غير نقدية تسمح باسكتشاف المشكلات السلوكية عبر أربعة سمات شخصية وهي (الهيمنة، والتأثير، والثبات، والضمير).

### مبادئ أخرى
وتشمل المبادئ الأخرى المشار إليها ما يلي:
- منحنى هورستمان (صعوبة النمو في بداية الحياة المهنية)
- مضخة McGuire (فيما يتعلق بمدى صعوبة التغيير)
- قوانين هورستمان للمشاهدة
- قاعدة هورستمان للكريسماس
- منحنى ويندي (فيما يتعلق بالتنوع الثقافي)
- قاعدة والت (فيما يتعلق بكيفية ومكان قضاء الوقت)
- قانون «الدرجمان» للركس الإداري: إنه من الصعب دائما البدء في التغيير أكثر مما هو عليه للحفاظ عليه.
- النتيجة الطبيعية لهورستمان لقانون الشلل («عقود العمل لتناسب الوقت الذي تمنحه»)
- تعريف «هورستمان» للنزاع: أكثر من شخص واحد في نفس المقاطعة.

## على المستوى العالمي
سعى العرض إلى التوسع عالميا فقام منذ عام 2009، بتكييف بعض البودكاستات إلى اللغة الفرنسية، في حين تم ومنذ عام 2010 إنشاء إصدارات باللغة الألمانية بواسطة مستمعين خارجيين. وفي ذلك السياق، عقدت الشركة عدة مؤتمرات في الولايات المحدة وأوروبا وأستراليا والصين.